# Gstoder (Murberge)

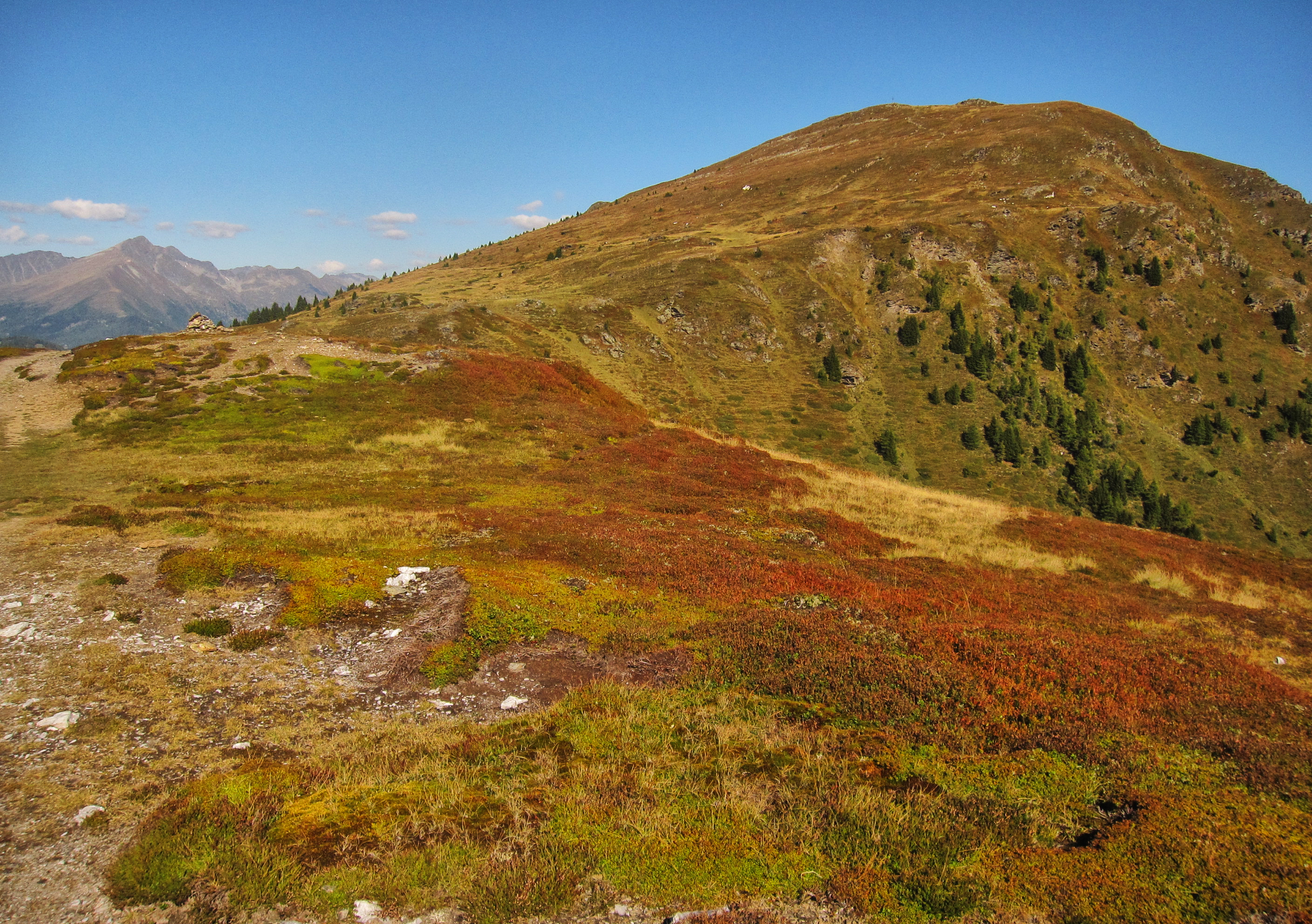
Gstoder im Herbst, Aufstieg von der Jogaushütte

Der Gstoder (2140 m ü. A.) ist der höchste Berg der Murberge, eines Gebirgszugs der Zentralalpen. Über den Gipfel verläuft die Grenze zwischen dem Salzburger Lungau und der Steiermark, knapp südlich findet sich auf der Dörfler Alm der östlichste Punkt Salzburgs.
Der Gstoder erhebt sich auf dem Gebiet der steirischen Gemeinden Ranten und St. Georgen am Kreischberg sowie auf dem Gebiet der Salzburger Gemeinde Tamsweg. Auf Grund seiner Lage am östlichen Ende des Lungaus wird der Berg auch mit dem Beinamen „Grenzwächter“ bedacht. Südlich des markanten, aus Glimmerschiefer aufgebauten, pyramidenförmigen Gipfels findet sich mit der Dörfler Alm (Dörfler Höhe, 1987 m) sowie der Payeralm  (Payerhöhe, 1966 m) eine größere Hochfläche oberhalb der Baumgrenze.
Der Gstoder ist nur durch die flache Talwasserscheide des Murparalleltals bei Schwarzenbichl (1234 m) mit den höheren Schladminger Tauern verbunden und bietet ob seiner isolierten Lage eine weite Rundsicht. Touristisch ist er durch mehrere Wanderwege sowie durch die Gstoder-Mautstraße zur südlich gelegenen Jogaushütte (1755 m) erschlossen.